# Дама из Басы
Дама из Басы (исп. Dama de Baza) — знаменитый образец иберийской скульптуры (исп. Escultura ibérica), выполненной бастулами. Произведение представляет собой фигуру женщины, выполненную из известняка, со следами окраски на оштукатуренной поверхности. Скульптура была обнаружена археологом Хосе Пресдо Вело 22 июля 1971 года в городе Баса, на высоком горном плато в провинции Гранада. Датируется первой половиной IV в. до н. э. На месте современной Басы был расположен иберо-романский город Басти, статуя была обнаружена в одном из двух некрополей этого города. Статуя изображает женщину, сидящую в кресле, причем сбоку от фигуры имеется свободное пространство, где, как считают специалисты, располагался кремированный прах.
Название скульптуры связывает её с другим известным произведением иберийской культуры — Дамой из Эльче, вместе с которой она экспонируется в Национальном археологическом музее в Мадриде.